# 玉置氏
玉置氏（たまきし）は日本の氏族のひとつ。

## 概要
中世に紀伊国と大和国吉野郡を拠点とし、出自に関しては諸説あり不明。
14世紀に吉野十津川村から紀伊鶴ヶ城を拠点とした山地玉置氏と、日高川を下り手取城を拠点とした和佐玉置氏がおり、戦国時代では紀伊国守護代の湯河氏と並ぶ勢力として存在した。

## 参考
- なすびの花
- 紀中・紀南の旗頭 －湯川氏の城・館・城下町
- 紀伊国の荘園 - 和歌山県教育センター学びの丘

| サブスタブ | この項目は、まだ閲覧者の調べものの参照としては役立たない、書きかけの項目です。この項目を加筆・訂正などしてくださる協力者を求めています。このテンプレートは分野別のサブスタブテンプレートやスタブテンプレート（Wikipedia:分野別のスタブテンプレート参照）に変更することが望まれています。 |